# 约翰·塔弗纳

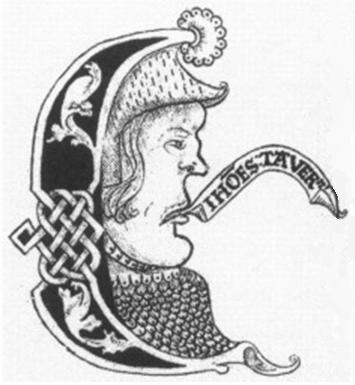
约翰·塔弗纳

约翰·塔弗纳（英語：John Taverner；1490年—1545年10月18日），英国文艺复兴时期著名作曲家。代表作有弥撒曲，经文歌等，是复调音乐的大师。其生平曾被英国作曲家马克斯韦尔·戴维斯谱成歌剧。
当代英国作曲家约翰·塔文纳爵士（John Tavener）是塔弗纳的后代，但两人的姓名拼法不同。

## 外部連結
- 公有領域聲樂檔案館上约翰·塔弗纳的作品
- 约翰·塔弗纳的免费乐谱，由国际乐谱典藏计划提供